# Џулијан Швингер
Џулијан Симор Швингер (енгл. Julian Seymour Schwinger, 12. фебруар 1918. — 16. јул 1994) био је амерички теоријски физичар, који је 1965. године, заједно са Ричардом Фајнманом и Шиничиро Томонагом, добио Нобелову награду за физику „за фундаментална истраживања у квантној електродинамици, што је оставило далекосежни значај на физику елементарних честица”.